# Japandroids
Japandroids (JPNDRDS) ist eine Garage-Rock-Band aus Vancouver, British Columbia, Kanada.
Der Bandname resultiert aus einem Kompromiss zwischen Gitarrist Brian King und Schlagzeuger David Prowse, die jeweils die Namen Japanese Scream und Pleasure Droids favorisierten und sich schließlich auf eine Synthese in Form von Japandroids einigten, die sie gelegentlich auch JPNDRDS abkürzen.

## Geschichte
Die Japandroids gründeten sich 2006 und bestehen aus Brian King (Gitarre) und David Prowse (Schlagzeug). Getroffen haben sie sich an der University of Victoria, wo King Naturwissenschaften und Prowse Anthropologie studierte. Zuerst wollten sie zusätzlich einen Sänger, entschieden sich jedoch später, auf ein weiteres Mitglied zu verzichten und den Gesang unter sich aufzuteilen. Die Band veröffentlichte zwei limitierte EP‘s All Lies (2007) und Lullaby Death Jams (2008), bevor sie Anfang 2009 bei dem kanadischen Independent-Label Unfamiliar Records unterschrieben. Ihr Debütalbum Post-Nothing wurde Mitte 2009 veröffentlicht. Anschließend wurden sie im Juni 2009 von Polyvinyl unter Vertrag genommen.
Im April 2009 waren die Japandroids gezwungen ihre erste große Tour durch 28 nordamerikanische Städte nach sechs Wochen wegen eines gesundheitlichen Notfalls abzubrechen. King wurde am 24. April wegen eines lebensbedrohenden, aufgebrochenen Geschwürs in das Calgary’s Foothills Krankenhaus eingeliefert.

## Diskografie

### Alben
- 2009: Post-Nothing (Unfamiliar/Polyvinyl)
- 2010: No Singles
- 2012: Celebration Rock
- 2017: Near to the Wild Heart of Life
- 2020: Massey Fucking Hall (Live)
- 2024: Fate & Alcohol

### EPs
- 2007: All Lies (Eigenveröffentlichung)
- 2008: Lullaby Death Jams (Eigenveröffentlichung)